# آندریا آماتی

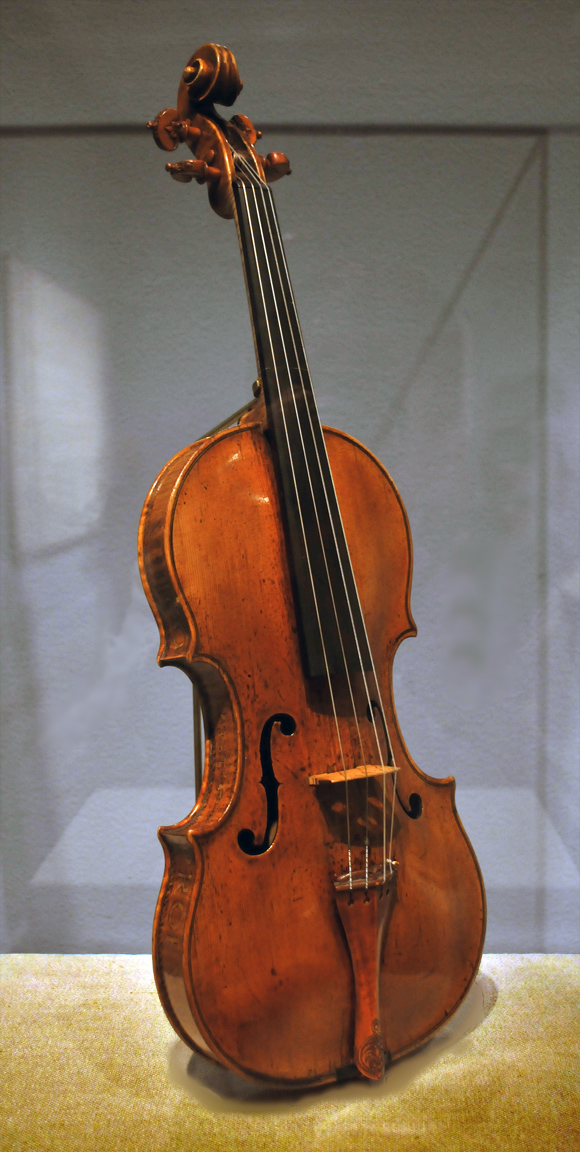
این ویولن که در حال حاضر در موزه متروپولیتن نیویورک قرار دارد احتمالاً یکی از قدیمیترین ویولن‌های موجود است که توسط آندریا آماتی ساخته شده‌است. (۱۵۶۰ میلادی)

آندریا آماتی (به ایتالیایی: Andrea Amati) سازنده ساز اهل کرمونای ایتالیا (۱۵۰۵–۱۵۷۷).
آماتی به عنوان سازنده اولین ساز از خانواده ویولن امروزی شناخته می‌شود.
موزه موسیقی ملی واقع در ورمیلین، داکوتای جنوبی می‌افزاید:
 ویولن با ظاهری که امروزه می‌بینیم، اولین بار در کارگاه آندریا آماتی در کرمونای ایتالیا، در اواسط قرن شانزدهم ساخته شد. 
بسیاری از سازهای ساخته شده توسط وی تا به امروز باقی مانده‌اند و برخی از آنها را هنوز هم می‌توان نواخت. بیشتر این آلات موسیقی در میان یک محموله از ۳۸ ساز تحویل شده به شارل نهم پادشاه فرانسه در ۱۵۵۴ بوده‌است.

## نقش در توسعه ویولن امروزی
بنا به زندگی‌نامه نوشته شده توسط راجر هرگریو، آماتی یکی از محققان برجسته ای است که می‌تواند به عنوان "مخترع ویولن" شناخته شود. دو نامزد دیگر یکی فاسن متولد شده در یک منطقه که در حال حاضر بخشی از آلمان است و دیگری گاسپارو دا سالو از برشا.
سازهای شبه ویولن زمانی که آماتی کار خود را آغاز کرد تنها سه سیم داشتند. وی اولین ساز شبه ویولن چهار سیم را ساخت. اولین ویولنهای آماتی کوچکتر از ویولن‌های مدرن بودند، با آرشه‌های بلند، حاشیه پهن و انحناهای منحصر به فرد در بدنه و حلزونی.
دو پسر آندریا آماتی به نامهای آنتونیو و گیرولامو نیز از ویولن سازان بسیار ماهر بودند. نوه اش، نیکلو آماتی ضمن چیره‌دستی در ساخت ویولن شاگردان زیادی از جمله آنتونیو استرادیواری و آندریا گوارنری را پرورش داد.